# Trần Duệ Tông

Trần Duệ Tông, né sous le nom Trần Kính en 1337 et mort en 1377, est l'empereur du Đại Việt (ancêtre du Viêt Nam) de 1373 à 1377 et le neuvième représentant de la dynastie Trần.

## Biographie
Onzième fils de l'empereur Trần Minh Tông, Trần Duệ Tông succède à son frère Trần Nghệ Tông lorsque celui-ci abdique en sa faveur en 1373.
Une fois sur le trône, il combat le royaume de Champā alors que la révolte gronde au sein du pays.
Lorsqu'il meurt en 1377 en combattant le roi de Champā Chế Bồng Nga, Trần Nghệ Tông confie le trône à son fils Trần Phế Đế.

## Liste des Tran
- 1225-1258 : Trần Thái Tông († 1290);Fondateur de la dynastie Trần qui succède à la dynastie Ly
- 1258-1278 : Trần Thánh Tông, son fils;2e Empereur Trần
- 1278-1293 : Trần Nhân Tông, son fils, déposé ;3e Empereur
- 1293-1314 : Trần Anh Tông, son fils, abdique ;4e Empereur
- 1314-1329 : Trần Minh Tông, son fils, abdique ;5e Empereur
- 1329-1341 : Trần Hiến Tông, son fils ;6e Empereur
- 1341-1369 : Trần Dụ Tông, fils de Trần Minh Tông ;7e Empereur
- 1369-1370 : Duong Nhât Lê, (usurpateur) ;8e Empereur
- 1370-1372 : Trần Nghệ Tông, fils de Trần Minh Tông, abdique et meurt en 1394 ;9e Empereur
- 1372-1377 : Trần Duệ Tông, son frère ;10e Empereur
- 1377-1388 : Trần Phế Đế, son fils, abdique ;11e Empereur
- 1388-1398 : Trần Thuận Tông, fils de Nghê Tông, abdique ;12e Empereur
- 1398-1400 : Trần Thiếu Đế son fils, abdique.13e Empereur